# Gouveias
Gouveias ist ein Ort und eine ehemalige Gemeinde (Freguesia) im portugiesischen Kreis Pinhel. Die Gemeinde hatte 313 Einwohner (Stand 30. Juni 2011).
Am 29. September 2013 wurden die Gemeinden Gouveias und Pomares zur neuen Gemeinde Agregação das Freguesias Sul de Pinhel zusammengeschlossen. Gouveias ist Sitz dieser neu gebildeten Gemeinde.